# Северо-Западная провинция (Замбия)
Северо-Западная провинция (англ. Northwestern Province) — одна из 10 провинций Замбии. Административный центр — город Солвези.

## География
Через Северо-Западную провинцию протекают три крупные реки: Замбези, Кафуэ и Кабомпо.
В засуху, продолжающуюся с мая по июль, погода сухая и прохладная, 0-10 °C ночью, 15-25 °C днём. С августа теплеет до 30 °C и воздух становится более влажным. Ливни идут с декабря по апрель, становится жарко и влажно. Дождь в этот период идёт почти каждый день.

## Население
Население провинции по данным на 2010 год составляет 727 044 человека. Это самая малонаселённая и самая слаборазвитая провинция Замбии. Около 87 % населения ведут полукочевой образ жизни. Деньги здесь почти не используются.

## Административное деление

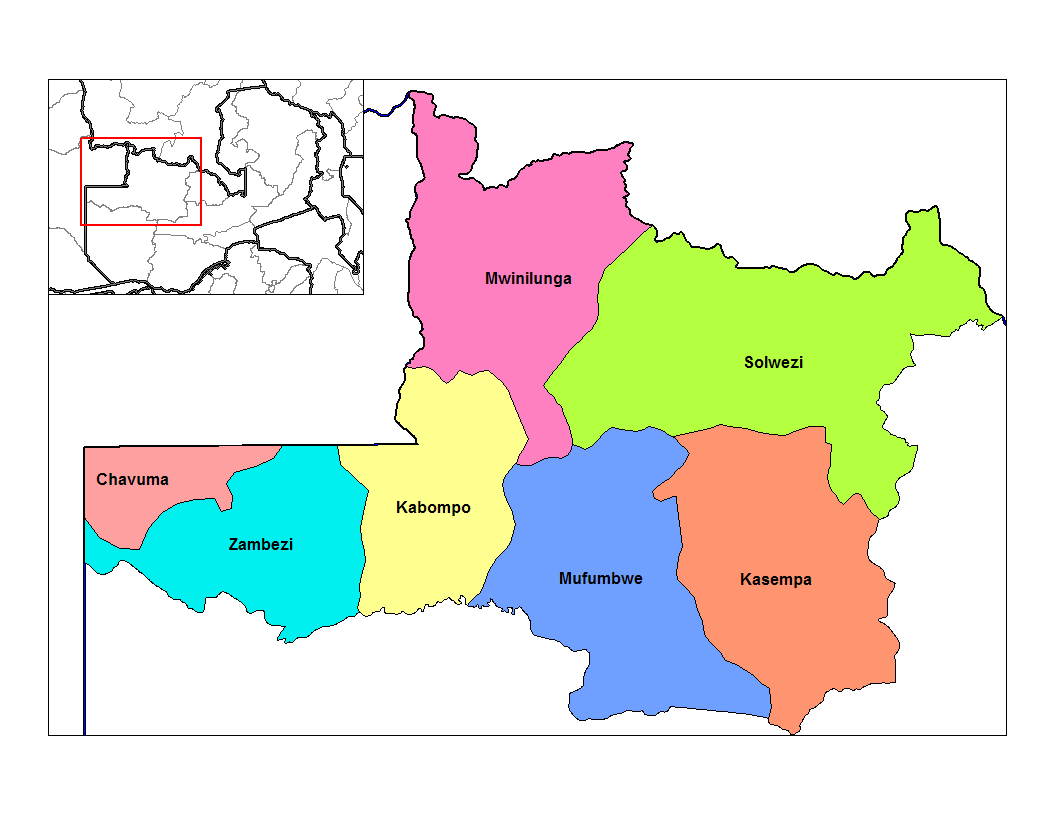
Районы провинции

Провинция делится на 8 районов:
- Чавума
- Икеленге
- Кабомпо
- Касемпа
- Муфумбве
- Мвинилунга
- Солвези
- Замбези